# 大日本地名辞書
『大日本地名辞書』（だいにほんちめいじしょ）は、明治時代に冨山房より出版された地名辞典。日本初の全国的地誌として、歴史家・吉田東伍によって13年をかけて編纂された。
戦後により大部の類書『角川日本地名大辞典』（角川書店）、『日本歴史地名大系』（平凡社）の出版後も、冨山房により文語体、旧仮名遣のまま版を重ねている。

## 概要
序言に「本書は地誌にして、其名辞の索引に便利なる体裁を取りたり、即、地名辞書といふ。」とある通り、地名についての語源や変遷だけでなく、地形や歴史などあらゆる風土的事象を扱う。寺社や河川、橋、旧跡等についても項目が立てられる。
従来の地誌と同様膨大な古典籍を引用しながらも、厳しく史料批判を加え、しばしば独自の新説を加える。
項目の末尾にはしばしばその土地を詠んだ和歌や漢詩が付される。

## 沿革
著者吉田東伍は越後国の地主の出で、10代より地元安田藩の地誌『安田志料』を著すなど歴史に関心を持ち、上京後は読売新聞の記者として活躍していた。
明治28年（1895年）、日清戦争の従軍記者から帰国した後、大叔父・・小川心斎による未完の『日本国邑志稿』を継ぐことを決意した。江戸時代には藩毎の地誌編纂は活発であったが、全国を対象としたものはなく、明治26年（1893年）には国による『皇国地誌』編纂事業も中止していた。
市島謙吉を介してその宗家市島徳次郎の資金援助を受け、根津藍染町に家を構えて写字生を置いたが、間もなく冨山房より月給を受けることとなった。本郷区千駄木町、神田区西小川町、牛込区五軒町と居宅を転々とする中、資料を帝国図書館や知人に借りるなどして独力で編纂を続けた。明治33年（1900年）刊行が開始し、明治40年（1907年）脱稿した。10月15日には上野精養軒に大隈重信、前島密等政治家や学者150余名を集めた大日本地名辞書完成披露祝賀会を催した。
明治42年（1909年）には蝦夷部分を藤本慶祐、琉球部分を東恩納寛惇、台湾部分を伊能嘉矩に委託して続編が出来た。
吉田は執筆中の明治32年（1889年）より東京専門学校講師を務め、完成後の明治43年（1910年）にはこの業績をもって文学博士に叙位された。
戦後、早稲田大学図書館に委託してあった吉田の遺稿『大日本地名辞書余材』が増補された。

## 構成
吉田は当時の行政区画改変に疑問を持っており、本書も歴史的な令制国郡に依拠するが、国郡自体は明治の改変を経たものを採用している。また配列も必ずしも五畿七道の順序には従わず、独自の分類法を採る。

## 序文
本書の完成は大いに世間の注目を集め、当時の有力政治家、学者等による長大な序文が付されていることで有名である。

### 汎論索引
- 蜂須賀茂韶「大日本地名辞書の成れるを喜ぶ辞」
- 大隈重信「土地制度の沿革を諭して地名辞書の序文と為す」
- 原敬（無題）
- 牧野伸顕「大日本地名辞書叙」
- 渋沢栄一「大日本地名辞書序」
- 福島安正「大日本地名辞書序」
- 重野安繹「大日本地名辞書序」
- 邨岡良弼「序」
- 久米邦武「吉田氏地名辞書の評論」
- 星野恒「大日本地名辞書題言」
- 大槻文彦「吉田氏地名辞書評語」
- 河田羆「大日本地名辞書ノ前ニ書ス」
- 坪井久馬三「在来の本邦地志と吉田君の地名辞書とを対比して序文に代ふ」
- 坪内逍遥（無題）
- 沢柳政太郎「題言」
- 嘉納治五郎「大日本地名辞書序」
- 鎌田栄吉「地誌の要用を論じて大日本地名辞書を推奨す」
- 島田三郎「大日本地名辞書序」
- 志賀重昂「大日本地名辞書ヲ評ス」
- 三上参次「大日本地名辞書序」
- 坪井正五郎「所感を書す」
- 三宅米吉「吉田君ノ地名辞書ノ完成ヲ祝ス」
- 芳賀矢一「文献学と地名辞書と」
- 白鳥庫吉「大日本地名辞書完成に就きて」
- 喜田貞吉「大日本地名辞書小評」
- 市島謙吉「大日本地名辞書著作の顛末」
- 旗野士良「大日本地名辞書解題」
- 吉田東伍「大日本地名辞書序言」

### 続編
- 後藤新平（無題）
- 岩村通俊（無題）
- 吉田東伍「大日本地名辞書続編序言」
- 新渡戸稲造 "Preface"
- 朝河貫一 （無題）

## 版歴
- 明治33年（1900年） - 明治40年（1907年）　初版 - 上方・西国・北国東国・阪東・奥羽の全5冊各上下、汎論索引の計11冊
- 明治40年（1907年）　第二版 - 上・中・下巻に合冊、明治42年（1909年）続編
- 明治44年（1911年）　第二版増刷版 - 上方・中国四国西国・北国東国・阪東・奥羽・汎論索引附図・続編の全7巻
- 大正2年（1913年）　第三版
- 大正11年（1922年） - 大正12年（1923年）　第三版縮刷版 - 第三版を菊判に縮刷
- 昭和12年（1937年） - 昭和15年（1940年）　再版 - 第二版増刷版を大型菊判に縮刷
- 昭和44年（1969年） - 昭和46年（1971年）　増補版 - 『余材』を増補、新字体化、中国四国と西国が分かれて全8巻
- 平成4年（1992年）　新装版
- 平成15年（2003年）　新装版第二版

なお、自筆原稿は早稲田大学図書館が蔵する。